# Lista de personagens de A Praça É Nossa
A lista abaixo contém os personagens do programa humorístico A Praça É Nossa e seus bordões, ordenados de acordo com o nome de seu respectivo intérprete.

## Elenco
| Artista                            |   | Personagem | Bordões | Descrição |
| ---------------------------------- | - | --- | --- | --- |
| Aldo César                         | † | Inspetor / Seu Menezes | " Conte-nos sobre o crime." | Insepetor que sempre interroga com o policial Verdugo (Felipe Levoto) o suspeito do crime, Magnólio (Tutuca). Funcionário do chefinho da Dona Dadá. |
| Alexandre Frota                    |   | Robin / Temaki / Juninho | "Chega, Menino Prestígio!" / "BATplaystation, BATproblema, BATparceiro..." / "Morceguinho 'morcegay'" | Versão homossexual do personagem homônimo dos quadrinhos, Robin. / Ninja parceiro de Shoyo (Tuca Graça). |
| Alexandra Dias                     |   | Neuzinha | | Irmã de Terezão (Priscila Menucci). |
| Alexandre Porpetone                |   | Cabrito Tevez / Maísca / Jô soy Jô / Milton Névoas / Ronalducho / Golmário / Vanderlei Lucheeseburger / Calça Grande / Muricy Baralho / Pedro Bilau / Roberto Avellone / Palmirinha / Roberto Cabrini / Val Marchiore / Arrotinho / Marcelo Revende / Raul Gel / Gordilma / Dr. Enrola o Wood / Mama Porpeta / Alexandre Carrapato / Donald Trampo / Otávio Mosquito / Gula / Kim Mijou em um / Feike Batista / Jair Bolsomagro / Bisneto / Hepatite / Nicolas Maisduro / Cabritina / Silvio Sandros / Felipão de Forma / Gil do Vigordo / Tiago Abravamel / MC Cabritta / Mario Sergio Cautella / Rebreca Andrade | "La pregunta?" Segura la niña." Tanta produción para absolutamente nada..." / "Está começando mais um 'Sábado e o Desanimado" (apontando para Carlos Alberto) / Eu estou obeso de gordo. / "Cala a boca, Bira!" / "Jogaaar...? Você disse 'jogaaar'!? Pô, de novo!?" / "Corta aqui pra mim, corta aqui pra mim, meu camarada! / "Mais (número) milhão na minha conta!"                                     | Paródia do ex-futebolista argentino Carlos Tévez / da apresentadora Maísa Silva / do apresentador Jô Soares / do jornalista Milton Neves / do ex-futebolista Ronaldo / do ex-futebolista Romário / do treinador Vanderlei Luxemburgo / do ex-futebolista Casagrande / do treinador Muricy Ramalho / do apresentador Pedro Bial / do jornalista Roberto Avallone / da culinarista Palmirinha / do apresentador Roberto Cabrini / da participante Val Marchiori do reality-show "Mulheres Ricas" / do apresentador Ratinho / do jornalista Marcelo Rezende / do apresentador Raul Gil / da ex-presidente Dilma Rousseff / do cirurgião Robert Rey / da apresentadora Mamma Bruschetta / do futebolista Alexandre Pato / do empresário e ex-presidente americano Donald Trump / do apresentador Otávio Mesquita / do presidente Lula. / do líder norte-coreano Kim Jong-un. / do empresário Eike Batista / do presidente Jair Bolsonaro. / do ex-jogador e apresentador Neto. / do ex-jogador e técnico Tite. /do presidente da Venezuela Nicolás Maduro. / da empresaria Bettina. / do apresentador Sílvio Santos. / do técnico Luiz Felipe Scolari. / do ex-participante do Big Brother Brasil 21 Gil do Vigor / do ator e cantor Tiago Abravanel. / da cantora Anitta. / do filósofo Mario Sergio Cortella. / da ginasta Rebeca Andrade. |
| Alexandre Régis                    |   | Batman / Maluco / Felício / Mendigo | "Eu não sou maluco!" / "Ainda bem que nóis é pobre!" | Paródia do Batman. / Maluco que dizia que não era maluco. / Personagem que gosta de ver o lado bom da vida em tudo. / Mendigo que falava sobre as dificuldades das pessoas ricas, acompanhado do amigo e também mendigo (Viana Júnior). |
| Alice de Carli                     |   | Dona Dadá | "Ui, ui, ui, ui, chefinho!" | Personagem muito oferecida sexualmente e faz tudo para agradar o chefe. |
| Alorino Júnior                     |   | Carmo | | |
| Anna Claudiah Vidal                |   | | | Elenco de Apoio |
| Andréa de Nóbrega                  |   | Nova Rica / Patsa | "Como essa vida de rica me cansa..." Meu marido é um bobo!" Ai, que chique!" Azar nosso!" (com Carlos Alberto) | Rica que está sempre fazendo compras e falando mal do marido. / Aluna burra. |
| André Lucas                        |   | Policial Aranha | "PULIÇA! P-U-L-I-C cidrilha-A! 'Otoridade Máuxima'! E dos brabo!" Que que é 'ilsso'? 'Dexa dilsso'! Para com 'ilsso'!" | Policial que sempre fala errado e detesta ser chamado de guarda/segurança/vigia/etc. |
| Angelita Vaz                       |   | Fogosa / Izaura | "Claro que eu dou, amor!" Para de mentir, Odair. Eu tô sempre dando!" Claro que eu dei, amor!" | Esposa de Odair (Marcos Cirillo). / Vizinha de Seu Nicanor (Tuca Graça). |
| Ary Toledo                         | † | Ele mesmo | | Contador de piadas. |
| Arnaud Rodrigues                   | † | Coronel Totonho / Chitãoró / Povo Brasileiro / Shop Centis / Mundinho o Mudinho | "Olooooou!?" Jéééésuiiiiis...!" | Fazendeiro que adorava contar "causos" sobre sua sogra. Em vários momentos ele recebia um telefonema durante a sua visita na praça da empregada Maria para narrar alguma proeza que sua sogra estava aprontado. / Paródia do cantor Chitãozinho. / Homem magro, sem força nem para falar e vestindo roupa verde e amarela, representando a pobreza do país. / Homem da classe trabalhadora que compra várias coisas baratas num shopping center. / Homem mudo que sempre vinha com seu amigo (Tuca Graça). |
| Beto Gabriel                       | † | Tibúrcio | "Tchê!" | Gaúcho contador de histórias. |
| Beto Guarany                       |   | Seu Raulzinho | "Mestriiiiiiiinho!" | |
| Beto Hora                          |   | Ele mesmo | | |
| Bibi Graça                         |   | Zezé / Bibi Souza e Silva / Mary May / Sônia / Dorinha / Elvira Liza | "Cala a boca!" / "Nem te conto!" (com Abrão) | Irmã de Zé (Tuca Graça). / Milionária irmã burra de Lalau (Tuca Graça). / Figurante que se acha uma grande estrela como atriz, cantora, bailarina ou apresentadora de televisão. / Irmã de Tatu (Tuca Graça), vive brigando frequentemente com ele. |
| Borges de Barros                   | † | Mendigo Nobre | "Caro Colega..." | Um mendigo que se orgulhava de conviver com os políticos e com gente de alta nobreza. |
| Buiu                               |   | Ele mesmo / Jornaleiro / Azeitona | "Bobeou, a gente pimba!" "É chato ser gostoso." / "Traduzindo: ..." | Na banca de jornal, Buiú é o jornaleiro que observa a conversa dos clientes e traduz em poucas palavras algumas das muitas desculpas, mentiras e eufemismos que as pessoas dizem umas às outras. Como Azeitona, formava dupla com Vera Verão. |
| Canarinho                          | † | Ele mesmo / Boneco | "Alô? É (nome de quem atende o telefone)? Aqui é o Canarinho do (lugar citado)..." Calma, tio!" Agora me solte, que o teu (adjetivo) tá cutucando o meu/a minha (adjetivo)..." | Personagem que fala alto, interferindo na conversa dos outros ao falar no telefone, principalmente de Aurélio (Carlos Koppa). |
| Caique Aguiar                      |   | Peladão da Praça / Renata Fanha | | Aparecia no quadro de Dapena, no qual sempre está envolvido em algum caso de traição ou atentando a honra de alguma moça de família. Toda vez acaba de cueca. Atualmente aparece no quadro do Guarda Belo (Pierre Bittencourt). / Paródia da apresentadora Renata Fan. |
| Carlos Alberto de Nóbrega          |   | Ele mesmo | "Eu aqui no meu velho e querido banco; vocês em todo o Brasil. Por quê?" | Apresentador do programa. |
| Carlos Koppa                       |   | Seu Aurélio Crisanto | "Tio é o cacete!" Fala baixo nesse telefone que (executa uma ação), tá certo?" Quem é que é/tem o (a)/..." Mentira!" E a próxima gracinha vou (ameaça executar uma ação contra Canarinho)", tá certo?" | Homem que fica incomodado a cada vez que Canarinho fala ao telefone, interferindo nas suas conversas. |
| Carlos Leite                       | † | Kelé Metaleiro / Mauro Maurício | "Doido, doido, doido!" / "Meu nome é Maugo Mauguício de Agagacuaga." I-dai-i-dai-i-dai-i-dai..." (chorando) | Roqueiro punk. / Personagem que quer ser artista, mas apresenta grave problema de fala. |
| Charles Daves                      |   | Creidi | "Meu marido, o Neurótico." / "Você quer saber? Nem te conto!" | Faxineira que conta para Carlos Alberto sobre suas aventuras nas casas dos famosos onde trabalha. |
| Charles Gutemberg                  | † | Rapadura | "Aaaaaai...! Meus ca-be-li-nho!" Que que isso, rapá!" Cal-ma, Carlos A-ber-to! (antes era "Cal-ma, De-dé" e ele errava o nome de Carlos Alberto)" Pode me dê, Po-de me dê!" | Integrante do Comando Maluco. Soldado que é irmão mais velho de Bananinha, porém com uma diferença: Bananinha é idiota, e Rapadura pode ser burro, segundo o Comandante Durão. Sempre fala com sotaque paraibano e adora fazer piadas sobre a idade de Carlos Alberto. |
| Chico Fernandes                    |   | Carlinhos / Ele mesmo | | |
| Cláudio Cunha                      | † | Benzão | | |
| Clayton Silva                      | † | Louco / Caipira | "Tô di ôio nu sinhô!" Vâmo fazê nossa postinha...?" Pregunto..." Bobinho esse minino!" / "Eita fuminho bão sôr!" | Louco que gosta sempre de fazer aposta de 100 reais para adivinhar charada. / Caipira que conta "causos" na companhia do compadre (Paulo Pioli). |
| Conceição da Fonseca               | † | Nhá Barbina | "Arranquei pena!" | Solteirona caipira, desesperada atrás de um marido. |
| Consuelo Leandro                   | † | Cremilda / Lola / Alfreda / Tagarela | "Vamo?" "Foooooooi...!" | Cremilda vive esnobando os pobres e enaltecendo a fortuna de seu marido Oscar. / Lola é uma repórter que distorce as palavras do entrevistado. |
| Costinha                           | † | Ele mesmo | | Contador de piadas. |
| Cris Pereira                       |   | Jorge da Borracharia / Gaudêncio | | Borracheiro de temperamento sensível que mostra admiração por várias celebridades e dá dicas de autoestima para as mulheres. / Gaúcho contador de histórias. |
| Dalila de Nóbrega                  |   | Lila / Doutora Camomila / Dadá / Sensuellen | ? / "Eu não sou exagerada! Eu sou advogada." / "O que eu penso, eu falo." Num 'guento'. Sou 100% sincera!" | Prima de Nina (Marlei Cevada). / Advogada que gosta de processar pessoas por motivos absurdos. / Personagem que se veste de forma exuberante, e tem a sinceridade como principal característica. |
| David Castillo                     |   | Leão Loco | | Paródia do apresentador Leão Lobo no quadro "Futricando" ao lado de Mama Porpeta (Alexandre Porpetone). |
| David Cardoso Júnior               |   | | | Elenco de Apoio. |
| Davi Novaes                        |   | Apolo / Bob Robert | "Oh se sô!" | Marido de Renata (Renata Brás), que é atormentado pela sua esposa ciumenta que sempre acha que ele está com outra mulher. / Videomaker e "faz-tudo" de Elvira Liza (Bibi Graça). |
| Deborah Seabra                     |   | | | Elenco de Apoio |
| Dedé Santana                       |   | General Dedé / Ele mesmo | "Bestificante!" Eu não vou com a cara desse cara! (se referindo ao Comandante Durão)" "Aonde estão esses idiotas?! (quando ele vai procurar os seus homens" Ah, mas você não me conhece!" | Integrante do Comando Maluco, é um general com subordinados atrapalhados. Também foi integrante dos humorísticos de Renato Aragão. |
| Dercy Gonçalves                    | † | Ela mesma | "P...!" | |
| Dimas Rosa                         |   | Segurança do Bolsomagro | | Segurança do Bolsomagro (Alexandre Porpetone). |
| Diogo Portugal                     |   | Ele mesmo | | Contador de piadas. |
| Duca Pantaleão                     |   | Dardinho | "Sabe uma parada que eu não entendo?" | Integrante do quadro dos Malandros de Niterói. |
| Edmon Santos                       |   | Vovó Sofia | | Senhora viúva que conta suas conquistas amorosas para Carlos Alberto. |
| Edna Velho                         |   | Fifa | "Seu velho babão!" "Phipho! Phiphinho!" "Quer saber de uma coisa? Eu vou para minha casa (fazer alguma ação) sozinha!" | Mulher bonita que tentava seduzir Philadelpho (Roni Rios), mas o velhinho não dava bola às suas investidas. |
| Edu Mascarenhas                    |   | Xaropinho / Professor Givanildo | "Seu fidido!" / "Pra pra..." (se referindo a alguma situação) / "Grande Marcelo de Nóbrega!" | O famoso ratinho, que ganha vida pelas mãos de Eduardo Mascarenhas, faz inúmeras piadinhas durante todo o programa. |
| Emílio Fingoli                     |   | Nhô Moraes | | Caipira. |
| Ênio Vivona                        |   | Sami / Seu Amâncio | "Eu sou o Sami!" | Personagem árabe que conta piadas para o seu primo Kafed (Renê Vanorden). / Um homem que vive às turras com sua esposa, Dona Nica (Priscila Menucci). |
| Eros Prado                         |   | Zé Zuêra | "Mentira!" Pra que fazer isso?" | Renomeação do personagem "Inconveniente", que o ator interpretava no Pânico na Band. |
| Fabiano Pereira                    |   | Ele mesmo | | Humorista convidado para fazer imitações de personagens de Chico Anysio. |
| Fábio Silvestre                    |   | Bigode | "Seu Carlos, atrás desse bigode tem um ser humano..." Eu amo, amo, amo." Eu odeio, odeio, odeio." | Motorista de ônibus sempre bem humorado. |
| Fafy Siqueira                      |   | Dona Jupira / Gardênia Alves | | |
| Felipe Levoto                      |   | Verdugo / Pipo | "Eu ainda vou matar... essa bicha." O senhor não me explica!" | Policial que interroga com o Inspetor (Aldo César) o suspeito do crime, Magnolio (Tutuca). / Italiano parceiro atrapalhado de Don Scallone (Victor Branco). |
| Guilherme Uzeda                    |   | Zildo | "Graças a Deus!" | Mendigo que conta as coisas engraçadas da vida de pobre, sempre dizendo "Graças a Deus!" |
| Geraldo Magela                     |   | Ceguinho | "É mui difícil..." Belessss?" | Cego que conta sobre as dificuldades do dia-a-dia que enfrenta como deficiente visual. |
| Giovani Braz                       |   | Saideira / Chefinho / Caixeiro do Riso | "Ô, Jão...! Jão...!" Deixa eu filosofar." | Bêbado que refere-se às pessoas como 'Jão'. / Um caixeiro-viajante que conta suas historias. /Um chefe que deseja saber as ordens de Dona Dadá, defendendo-se do seu Menezes. |
| Gilson Magnani Machado (1966-2007) | † | | | Elenco de apoio. |
| Gorete Milagres                    |   | Filomena | "Oh, coitado!" Cala a boca, minina!" Creio em Deus pai...!" | Empregada caipira e um tanto ingênua que contava a Carlos Alberto suas aventuras e causos. |
| Guto Franco                        |   | Guajarina / Sonaldinho | "Vou fazer um chuveirinho, passar um arfazema..." / "Que é, Suzana?" Sou sonolento!" | Personagem com sotaque paulista. / Paródia do ex-futebolista Ronaldo. |
| Ilvio Amaral                       |   | Lolô | | Espírito homossexual que incorpora em Vicente (Maurício Canguçu). |
| Índio Behn                         |   | Doutora Rosângela | | |
| Ivan Gomes                         | † | Batoré | "Ah, pára ô!" Você pensa que é bonito ser feio?" Você é 'forgado'!" | Personagem feio e torto ou desengonçado que conta sobre os problemas causados por sua feiura. |
| Jacques Lagôa                      |   | Professor Aurélio | "É que falar difícil é fácil!" | Professor de língua portuguesa que, devido a falar palavras estranhas ou desusadas em seus diálogos na praça, sempre choca ou surpreende suas alunas e, por vezes, o próprio Carlos Alberto de Nóbrega. |
| Jeffinho Farias                    |   | Zé Olhinho | "Cego" | Cego do quadro dos Malandros de Niterói. |
| Joaquim Lopes Salgado              | † | Derico / Pouca sombra | | Anão que faz figuração. Paródia do saxofonista Derico no quadro do Jô Soy Jô (Alexandre Porpetone). / Paródia do narrador Sombra, no quadro do Arrotinho (Alexandre Porpetone). |
| Jorge Lafond                       | † | Vera "Lúcia" Verão | "Eeeeeeepa! Veja lá como fala, sua... Bicha não, meu amor! Eu sou uma quase (nome feminino)..." E aí Charles Albert, o que é que se 'assucede' no pedaço?" | Drag Queen que fica furioso quando lhe chamam de "bicha". |
| Jorge Loredo                       | † | Zé Bonitinho | "Zé Bonitinho, o perigote das mulheres." Voz quente e olhar extremamente caliente." Hey, Mister Charles! I go até aí!" Para me ter..." Câmera close, please!" Eu beijei 999 mulheres. Estou com a boca mole!". "Eu tenho nojo de homem." Eu não devia... mas eu vou mostrar para ela o meu/a minha (nome de algum objeto)."                                                                                | Ostentando um enorme topete, imensos óculos escuros e um bigodinho finíssimo, Zé Bonitinho caminha com requebrados como se fosse de galã hollywoodiano. Ele se gaba de conquistar todas as mulheres e detesta homens. |
| José Miziara                       |   | Oliveira | "Lindo!" | Empresário de Mauro Maurício (Carlos Leite). |
| José Santa Cruz                    | † | Jojoca / Cornélio | "Tudo o que você falar pra sua, eu falo pra minha! Tudo o que você falar para a sua, eu falo pra minha!" "(Chegando, aproximando...) funhanhando!" / "Tu não conhece a Adelaide." | Sujeito bobalhão que repetia tudo o que o seu parceiro Pepê (Péricles Flaviano) falava. / Marido de Adelaide que sempre levava chifres dela mais ele não percebia. |
| José Vasconcellos                  | † | Rui Barbosa Sá Silva | "Ih! Esqueci..." | Homem gago. |
| Júlia Franco                       |   | Tirinha | "Cê tem 'pobrema', né?" Vai 'chicré'?" | Menina que vinha oferecendo chicletes e chocolates a Carlos Alberto. Cada vez que o apresentador ficava irritado, achava que ele não gostava de doces. |
| Kleber Lopes                       | † | Gigi / Rick Marcos | | Assistente da Nova Rica (Andréa de Nóbrega). / Cantor que, apesar de ser bastante assediado pelas fãs, esconde sua verdadeira opção sexual, que ele não assume devido a "contratos comerciais" que possui. |
| Lian Costa                         |   | Leonardo | "Esse alguém sou eu, ai ai ai sou eu." | Paródia do cantor Leonardo no quadro do boteco do Arrotinho (Alexandre Porpetone). |
| Lilian Fernandes                   | † | Mãe de Miss | "Não é 'eu só compinto': é 'eu nunca ganho'." | Sempre corrigia a filha após o bordão e contava a Carlos Alberto sobre o último concurso que a Miss participava. |
| Lilico                             | † | Homem do Bumbo | "Pra cá com esse negócio!" É bonito isso! Que é pior..." Num sabe brincar, num brinca!" Tempo bom não volta mais. Saudade de outros tempos iguais..." (cantando) | |
| Lívia Andrade                      |   | Dona Dadá / Maria dos Prazeres / Isabé | "Pi-pi-pi-pi-pi-pi!" Ô se é!" | Isabé sempre conta mentiras exagerando. |
| Luana Bertoletti                   |   | Dona Dadá | | Esposa fogosa do fazendeiro Nhonhô Gastão (Oscar Pardini). |
| Lucas Dória                        |   | Reginaldo Dentinho | | Entregador de pizza. |
| Luciana Rocha                      |   | Miss | "Mas eu só compinto...!" | Sempre justificava suas derrotas com esse bordão, pois disputava vários concursos e, em todos, sairia derrotada. |
| Luziane Baierle                    |   | Dona Dadá | | Esposa fogosa do fazendeiro Nhonhô Gastão (Oscar Pardini). |
| Marcelo Beny                       |   | Bananinha | "Eu sou idiota!" Eu gosto de 'nanana'." Você tem que trabalhar com intestino" (apontando com o dedo para a cabeça) "Quase que eu caio" (após um tombo) "Eu sei (ou faço) de "tudo"'." | Integrante do Comando Maluco. Bananinha, como ele adora ser chamado, é o soldado mais idiota do Comando Maluco que sempre fala banana na maneira errada: "nanana" e é a fruta que ele mais gosta de comer. Sempre quer paquerar uma menina bonita, mas sempre se dá mal, ou às vezes se dá bem. |
| Marcelo Médici                     |   | Zoinho | "Se liga, Magnata!" Meu pai..." | Motoboy da periferia paulistana que dizia ser filho de Carlos Alberto e sempre se metia em confusões. |
| Marcelo de Nóbrega                 |   | Explicadinho / Xorãozinho | "É que eu apêpêpê... apêpêpê... apenas... eu gosto das coisas muito bem explicadinhas, nos seus míííínimos... detalhes! Mas prossiga..." | Professor Explicadinho irrita as pessoas com as suas perguntas, ao exigir explicações detalhadas. Entre os empregos mais marcantes, trabalhou como fiscal da prefeitura em diversas funções. Personagem muito parecido e homônimo ao originalmente interpretado pelo humorista Roni Rios e foi revelado ser parente deste em um episódio de 1987. / Paródia do cantor Xororó. |
| Márcio Amaral                      |   | Ele mesmo / Garçom do Bar | "Vai que cola!" | O típico "171", que às voltas com problemas amorosos ou financeiros, tenta utilizar sua malandragem para se dar bem, porém não é bem-sucedido. |
| Marcos Cirillo                     |   | Odair | "Muié tímida, rapaz. Não dá os cumprimentos!" Dá os cumprimentos para o senhor Carlos." | Caipira que conta para Carlos Alberto sobre a vida na roça juntamente com sua esposa Fogosa (Angelita Vaz). |
| Marlei Cevada                      |   | Nina / Sangue / Mamá / Mileide | "Ô tio!" / "Tioô!" / "Dãrr, nada a verrr...!" / "Aê, tiozão!" | Garota que inocentemente tenta achar respostas para todos os seus questionamentos, que muitas vezes deixam todos constrangidos. Rapaz de classe baixa que foi preso por roubar um pacote de biscoito e sua “temporada” no xilindró o fez pensar que era perigoso e malvado, o que o transformou em um cara marrento, metido e muito empolgado porém inocente em todos os sentidos. Morre de medo da mãe, é relaxado, xavequeiro, e muito divertido. / Empregada doméstica. |
| Maria Teresa                       | † | Dona Vamércia / Lady Grace Benedita / Mãe Mundinha / Marieta | "Minha boca é um 'túmbalo'!" Quem furunfou, furunfou, quem não furunfou não furunfa mais." "Por isso que te admiro você, Vitório." Não existe homem mais inteligente do que você na face da terra. Ah, Vitório, eu sei que o que seria de mim sem você. É por isso que digo e repito sempre: E VIVA O VITÓRIO!"                                                                                            | Senhora que vive na janela de sua casa, falando mal dos convidados do programa. / Uma cantora que fingia falar inglês e só enrolava, falando palavras sem sentido em inglês, misturando com o português. / Mãe de santo. / Esposa de Vitório (Murilo Amorim Corrêa), é uma italiana muito desastrada, mas se julgava inteligente. |
| Mariette Arecco Detotto            |   | Dona Dadá | "Ui, ui, ui ,ui, chefinho!" | Personagem muito oferecida sexualmente e faz tudo para agradar o chefe. |
| Marisa Maia                        |   | | | |
| Marquito                           |   | Garçom do Bar / Bêbado do Bar | | |
| Marta Pessoa                       |   | | | |
| Martinho Beny                      |   | Comandante Durão / Percival / Velho | "Macaco-prego é a senhora sua mãe!" "Estou furibundo! (quando está furioso)" "Eu odeio essa Genéreca (se referindo ao General Dedé)" | Integrante do Comando Maluco. Ele costumava ser mal-humorado na época do Dedé e o Comando Maluco, mas após o fim do programa e a saída do Dedé, passa a comandar tudo e ele demonstra ser intolerável apenas com Bananinha e Rapadura, geralmente quando é chamado de "macaco-prego". / Paródia do jornalista Percival de Souza. / Velho do quadro de Dapena. |
| Matheus Ceará                      |   | Ele mesmo | "Estou por aí 'socano' a bucha!" "Carlos Alberto do céu!" | Matheus Ceará é o matuto cearense contador de histórias, que vê com bom-humor as desgraças da vida. |
| Maurício Bonatti Sonrisal          |   | Tião | "Nhonhô!" | Empregado do fazendeiro Nhonho Gastão (Oscar Pardini). |
| Maurício Canguçu                   |   | Vicente / Amora / Seu Menezes | | Um rapaz atormentado pelo espírito gay de Lolô (Ilvio Amaral). Funcionário do chefinho da Dona Dadá. |
| Maurício Manfrini                  |   | Paulinho Gogó | "Se tá, tá! Se num tá, num tá!" Quem num tem dinheiro, conta história."/ Tô no twist Carlos Alberto... Fato 'venério'." | Paulinho Gogó é um bicheiro contador de histórias com um jeito bastante peculiar de falar, cheio de gírias e troca de sílabas. |
| Mhel Marrer                        |   | Ela mesma | | |
| Moacyr Franco                      |   | Jeca Gay / Suspiro Gabriel a Caminho do céu | "Chique no úrtimo!" "Choreeeeeeeeeeei largado!" Carmô?" "Cê escreve uma carta pra mim? Põe aí: 'Luizim'..." Bão e buniiiiiito!" Viver é bão, mas dá um trabaio!" Eu tinha dois cachorrinho" "Cala a boca, Suspiro" (Frase aleatória) "Como todo mundo..." "Posso anunciar?" "É, Pedro!" "Ô mais!" | É o rústico e inocente matuto lavrador que lhe conta as dificuldades em se habituando à cidade grande, concomitantemente que é explorado, sem que perceba, pelo impiedoso amigo Malão, personagem que pretende vender tudo que possui antes de ir prò céu. |
| Murilo Amorim Corrêa               | † | Vitório / Cacique / Frei Antão / Jurupoca | "E viva à Marieta!" | Italiano, marido desastrado de Marieta (Maria Teresa), se julgava inteligente. |
| Nany People                        |   | Ela mesma | "Amigaaaaaaaa!" (ao encontrar Rogéria) | |
| Neide Ribeiro                      |   | | | |
| Nestor Bertolino Neto              |   | Bira | "Ha, ha, ha, ha." | Paródia do baixista Bira, no quadro do Jô Soy Jô (Alexandre Porpetone). |
| Nicolas Fernandes                  |   | Ele mesmo | | |
| Octávio Mendes                     |   | Valmir/ Seu Memê / Suzete / Mônica Goldstein | "Carlãããão" (para o apresentador) "Eu sou maaaacho!" Não é da sua conta!" | Valmir é um ex-gay que comenta seus perrengues com sua nova opção sexual. Mas, apesar de acreditar de fato ter se transformado num "hétero", não percebe que vive tendo "recaídas". / Seu Memê é um idoso que vive sempre mal-humorado. / Colunista social e conhecedora do universo feminino, sempre aparecia na Praça para dar conselhos às mulheres. / Apresentadora de um programa sensacionalista. |
| Orival Pessini                     | † | Patropi / Juvenal / Sócrates / Fofão / Charles | "Pá daqui, pá dali, pá de lá, pá de cá...", "Sei lá, entende?", "Cê parece que não sei!" / "Alô Pessoal", "Tavares" / "Nuuuuuuma velocidade!" | O saudoso Orival Pessini fez vários personagens para os infantis e humorísticos da televisão brasileira. |
| Oscar Pardini                      |   | Sílvio Santos / Shop Man / Nhonhô Gastão / Dr. Arthur Lockenstein / Padre Quevesgo / D. Paulo Evaristo Arns / Paulo Maluf cover / Donald Trampo / Simões Fernandes, o Repórter Português / Mano Brero / Tossinha | "Hey, man!" / "Tiãããããããão!" / "...Arruma pra cabeça!" / "Eu sou Simões Fernandes, da TelePortugal, contribuindo à Cultura Internacional..." | Paródia do apresentador Sílvio Santos. / Vendedor maluco que tenta vender produtos ruins. / Fazendeiro que não percebe, mais ele sempre é traido pela sua esposa Dona Dadá (Luana Bertoletti - Luziane Baierle) com o seu empregado Tião (Maurício Bonatti Sonrisal). / Psiquiatra louco. / Paródia do Padre Quevedo. / do cardeal Paulo Evaristo Arns. / do politico Paulo Maluf. / do ex-presidente dos Estados Unidos Donald Trump. / Repórter português que irrita os famosos entrevistados, os confundido com outras pessoas. / Um dos apresentadores do "Jornal dos Mano", ao lado de Mano Tensão (Renê Vanorden) e Mano Brista (Zé Américo). / Personagem que tossia frequentemente. |
| Ossamá Sato                        |   | Ele mesmo / Soldado norte-coreano / Japonês da Federal | "Ih, complicou!" | Mágico. / Soldado norte-coreano de Kim Mijou em um (Alexandre Porpetone). / Paródia do "Japonês da Federal" Newton Ishii no quadro do presidente Gula (Alexandre Porpetone). |
| Paola Rodrigues                    |   | Nenenzona | | |
| Paulo Pioli                        |   | Caipira | "Cê quer pitar com nois?" "Eta fuminho bão sôr!" | Caipira que conta "causos" na companhia do compadre (Clayton Silva). |
| Paulo Silvino                      | † | Homem do Açucareiro | | Paulo Silvino e um amigo sempre se sentavam a uma mesa de um bar para tomarem café e conversarem sobre as notícias e atualidades da semana, porém, os açucareiros (com bico dosador) dados a eles estavam invariavelmente entupidos. Silvino e o amigo iam conversando e tentando adoçar seus respectivos cafés, agitando levemente os açucareiros na tentativa de que saísse açúcar dali. Quando a conversa ia ficando mais enfática, os amigos iam se inflamando com os descalabros praticados contra a nação e sacudindo cada vez mais forte o açucareiro, até que, no auge da indignação, Silvino segurava o açucareiro de ponta cabeça com uma das mãos e batia com a palma da outra mão contra a parte inferior. |
| Pedro Bismarck                     |   | Nerso da Capitinga | "É ieu." | Caipira nascido na Capetinga. |
| Pereira França Neto                |   | Cucurucho / Palhaço Tubinho | "Oh! que Pega!" ""Olha quem chegou! Seu amiguinho!" | Guru safado que gosta de enganar as pessoas. |
| Péricles Flaviano                  |   | Pepê | "Tudo o que eu falar pra minha...", "Chegando, aproximando..." | Parceiro de Jojoca (José Santa Cruz). |
| Pierre Bittencourt                 |   | Guarda Belo / Jean Williams / Jorginho / Harley-Davidson / Marcianito | "Choquei!" "Irei levá-lo pra minha caaaaasa!" | Policial homossexual que aparecia no quadro de Dapena (Zé Américo) que sempre bate no peladão (Caique Aguiar) e o leva pra sua casa. Atualmente tem seu próprio quadro de humor. / Paródia do ex-deputado Jean Wyllys. / Personagem que veio de um planeta desconhecido para pesquisar sobre os costumes da Terra. |
| Pirulito                           |   | Homem do Saco Murcho / Décio Piquenique / Soldado norte-coreano / Soldado do Bolsomagro | | Anão que faz figuração. Paródia do Homem do Saco no quadro "Futricando" com Mama Porpeta (Alexandre Porpetone). / Paródia do apresentador Décio Piccinini, no quadro "Futricando" com Mama Porpeta (Alexandre Porpetone). / Soldado norte-coreano de Kim Mijou em um (Alexandre Porpetone). / Soldado do Bolsomagro (Alexandre Porpetone). |
| Porteiro Zé                        |   | Ele mesmo | | Porteiro de um prédio. |
| Priscila Menucci                   |   | Mara Mais Ervilha / Dona Nica / Terezão | "E agora eu tenho culpa que os homens me acham um Terezão? Desculpa Brasil, mas às vezes é um saco ser gostosa!" | Paródia da apresentadora Mara Maravilha no quadro "Futricando" com Mama Porpeta (Alexandre Porpetone). / Personagem que não suporta as brincadeiras de Seu Amâncio (Ênio Vivona) por sua baixa estatura. |
| Rafael Mello                       |   | Ney Latorrada | | Paródia do ator Ney Latorraca, é um "astro" da televisão brasileira que vive sempre de mau humor. |
| Raphael Véles                      |   | Marilha Gabi / Paulinho / Porteiro Osório | "Porrrque?" / "Você é lesado hein!" | Paródia da apresentadora Marília Gabriela. / Garoto que gosta de fazer perguntas de duplo sentido e não larga do minigame enquanto fala. / Um porteiro mal-humorado que conta para Carlos Alberto suas histórias e reclamações com os condôminos. |
| Raphael Carvalho                   |   | Mané Marreco | "Caraplégico" | Líder dos Malandros Cariocas, que sempre aprontam com Carlos Alberto, além de fazer piadas com Zé Olhinho (Jeffinho Farias), o integrante cego do trio. |
| Renata Brás                        |   | Renata / Dona Elaide | "Me fala, me fala, me fala, me fala. Não fala!" "Olha não é fácil ser casada com um homem Lindo, tesão, bonito e gostosão." "Tá 'locão'"? | Mulher ciumenta que acha que o seu marido Apolo (Davi Novaes) a está traindo. / Uma senhora que gosta de implicar com Seu Nicanor (Tuca Graça). |
| Renata del Bianco                  |   | Ela mesma | | Elenco de Apoio. |
| Renê Vanorden                      |   | Kafed / Serginho Grosma / Seu Takeo / Nelson Rugas / Desinfetante Hamilton / Mano Tensão | "E eu sou o Kafed!" Pergunta! Fala garoto (a)!" | Personagem árabe que dá gargalhadas das piadas de seu primo Sami (Ênio Vivona). / Paródia do apresentador Serginho Groisman, apresenta o "Falta Horas", uma paródia ao programa Altas Horas. / Um japonês que possui dificuldade em aprender a língua portuguesa. / Paródia do jornalista Nelson Rubens. / Paródia do Comandante Hamilton. / Segundo apresentador do "Jornal dos Mano". |
| Roberto Marquis                    |   | Guarda Juju / Seu Tanaka / Osório | | Policial homossexual. |
| Robson Bailarino                   |   | Mauro Maurício / Garçom do Bar / Empregado | "Meu nome é Maugo Mauguício de Agagacuaga." | Personagem que quer ser artista, mas apresenta grave problema de fala. Nova versão do personagem interpretado por Carlos Leite. |
| Ronald Golias                      | † | Profeta / Pacífico / Bronco / Professor Bartolomeu Guimarães / Isolda | "Wualaaaaaaahhhh...!" / "Cadê neném? Cadê neném?" / "Ô, Cride! Fala pra mãe..." / "Professor Bartolomeu Guimarães é meu nome." /"Vá tomar no..." | Pacífico é um menino levado que está sempre falando desculpas esfarrapadas de suas traquinagens. / Bartolomeu Guimarães é um professor de história bem idoso, testemunha ocular de vários eventos históricos, mas que costuma cochilar em seus diálogos com Carlos Alberto de Nóbrega, sempre acordando assustado e alerta. |
| Ronaldo Assis                      |   | Marcão | | Marido de Carlinhos (Chico Fernandes). |
| Ronaldo Ciambroni                  |   | Donana | "Eu despeço aqui." | Velhinha que gosta de falar do seu marido Astolfo. |
| Rony Cócegas                       | † | Lindeza | "Callllma, Cocada!" Chanelllllll..." Você allllcha?" | Sujeito que tinha uma gravata chamada "Cocada", que levantava cada vez que via mulheres bonitas. |
| Roni Rios                          | † | Velha Surda / Explicadinho / Philadelpho (Fifo) | "Ó querido Clementino..." "Apolôôôôôôôôôônio... ! É você, Apolônio?" "Meu nome é Bizantina. Bizantina Escatamáquia... Pinto!" "Não empurra não" / "É que eu apê... pêêêê... apenas gosto das coisas muito bem explicadinhas, nos seus míííííííííííínimos detalhes." / "Meu nome é Philadelpho, com dois "ph"s: um no "Phi" e outro no "Pho". Phi-Pho!" Bobão, babão... bundãoooooo!"                       | Bizantina Escatamáquia Pinto possuía problemas de surdez, levando Apolônio (Viana Jr.) à loucura. / Professor Explicadinho irrita as pessoas com as suas perguntas, ao exigir explicações detalhadas. Também interagia majoritariamente com Apolônio. / Velhinho que sempre era seduzido por Fifa (Edna Velho), mas não dava bola às suas investidas, por ser idoso e impotente. |
| Saulo Laranjeira                   |   | Deputado João Plenário / Guelé Metaleiro / Gilmar Memes | "... Entendeu? nem eu!" Acá! acá!" Essa é a minha 'secretosa': mistura de secretária com gostosa." [O personagem costuma fazer outras composições.] "Ó pai! que que é isso, pai? (olhando para cima)" "Ó pai, por que pai?" ...'deputaiada'..." "...é a tua irmã aquela vagabunda!..." "Ai, mainha!" Chupa que é de uva!" Eu quero que o povo se lasque todo! Mas é inteiro, inteirinho!" "Mim dê, papai!" | Deputado corrupto que só pensa em se dar bem. É o estereótipo do político ladrão. / Roqueiro punk, intepretando originalmente pelo humorista Carlos Leite. / Paródia do jurista Gilmar Mendes. |
| Serginho Leite                     | † | Agnaldo Timóteo / Cauby Peixoto / Lula / Pelé / Maguila / Vicente Matheus / Clementina de Jesus / Paulinho da Viola / Paulo Maluf | | Humorista que fazia imitações de várias celebridades. |
| Scheila Carvalho                   |   | Rosa Fogosa | "Eu não sou tarada!" | Ninfomaníaca que vive dando em cima dos homens, deixando-os sem graça. |
| Shaolin                            | † | | | Shaolin também fazia imitações de várias celebridades no programa. |
| Sill Esteves                       |   | Margarida | "Eu não sou feminista, eu vou feminina!" | Personagem que defende os direitos das mulheres, expondo as diferenças entre elas e os homens. |
| Simplício                          | † | Osório / Rosauro | "Ô, hôme!" | Homem que afirma que em sua cidade, Itu, tudo é grande, e sempre vinha acompanhando de sua esposa Ofélia (Valéria Luercy). / Menino que tentava perturbar Carlos Alberto. Sempre usava uma camisa do Ituano. |
| Sônia Almeida                      |   | Alemanha | | Aluna inteligente. Sempre corrige seus colegas de classe, Pacífico (Ronald Golias) e Patsa (Andréa de Nóbrega). |
| Soraya Zafarani                    |   | Danielle Albaguette | | Assistente do Dr. Enrola o Wood (Alexandre Porpetone). |
| Suzy Joy                           |   | Batatinha | | Integrante do Comando Maluco. |
| Syang                              |   | Mina | | |
| Sylvia Massari                     |   | Maria Santa | "Lá vem o golpe." Olha o golpe aí, gente!" | A irmã, como de costume, se lamenta a respeito de suas questões financeiras. A moça pede donativos enquanto a bonequinha desbocada solta os conhecidos bordões: "Lá vêm o golpe!" "Olha o golpe ai, gente!" |
| Talyta Rametta                     |   | Ela mesma | | Mulher que sempre é paquerada por Matheus Ceará, mas ela sempre o evita. |
| Thaís de Andrade                   | † | | | Elenco de Apoio |
| Tidinha                            |   | Ela mesma | "Tio, quero ser artista!" | |
| Tiririca                           |   | Ele mesmo | "Quem é você?" Ô minino lindo!" Quando eu gosto, eu gosto. Mas quando eu odio, eu o-di-o!" | Contador de piadas. |
| Tuca Graça                         |   | Amigo do Mundinho o Mudinho / Mano / Batman / Shoyo / Jorjão / Zé / Lalau Souza e Silva / Abrão / Tatu / Seu Nicanor | "Balanga Morcego, eu não tô ouvindo!" Seu moleque!" / "É briga!" / "Como é que eu posso dizer de maneira suave." "Isso é Champanhe com Tarja Preta." | Amigo do Mundinho o Mudinho (Arnaud Rodrigues). / Mano e Mina são uma dupla de funk que sempre está precisando de dinheiro. Toda semana, eles querem aplicar um golpe diferente em Carlos Alberto ou tentam convencê-lo, de alguma maneira, a dar dinheiro a eles. / Morcego gay que sempre fica com ciúmes de Robin quando vem uma mulher e dá em cima. / Ninja parceiro de Temaki (Alexandre Frota). / Personagem que veio do interior com sua irmã Zezé (Bibi Graça) para a capital. Os dois tiram vantagem de qualquer coisa e fazem qualquer coisa por dinheiro. Milionário irmão de Bibi (Bibi Graça) que perde a paciência com as burrices da irmã. / ? / Irmão de Dorinha (Bibi Graça), formou com ela a dupla "Irmãos Batalha", que se desfez após eles brigarem. / Vizinho de Izaura (Angelita Vaz) e Dona Elaide (Renata Brás), uma senhora que sempre implica com ele. |
| Tutuca                             | † | Magnólio / Clementino / Chefinho | "Meninos, eu vi!" Bicha não morre, bicha vira purpurina..." / "Xiiii-iiii-ii..." Ah, se ela me desse bola..." Como é boa essa secretária!" / "Tadinha, seu Menezes!" | Homossexual que sempre é suspeito de um crime e sempre é interrogado pelo Inspetor (Aldo César) e Verdugo (Felipe Levoto). / Um faxineiro sempre de olho na mulherada, mas era tímido. / Um chefe que deseja saber as ordens de Dona Dadá (Alice de Carli), defendendo-se do seu Menezes (Aldo César). |
| Valéria Luercy                     | † | Ofélia / Pureza | "Ié oh se é." | Esposa de Osório (Simplício). / Uma mulher ingênua que vive na esperança de arrumar um marido. |
| Viana Júnior                       | † | Apolônio / Mendigo | "Não me confunda!" / "Ainda bem que nóis é pobre!" | Homem que lia o jornal, mas sempre ficava irritado quando a Velha Surda (Roni Rios) o perturbava, interpretando mal o que ele dizia (geralmente se queixando dela). / Mendigo que falava sobre as dificuldades das pessoas ricas, acompanhado do amigo e também mendigo (Alexandre Régis). |
| Victor Branco                      |   | Don Scallone (Mafioso) | | Mafioso italiano que perde a paciência com as trapalhadas de seu parceiro Pipo (Felipe Levoto). |
| Vinícius Vieira                    |   | João Dólar / Adora Júnior / Calvão Bueno / Sérgio Morro / Festão Silva | | Paródia do empresário, apresentador e ex-governador de São Paulo João Dória. / Paródia do narrador Galvão Bueno. / Parodia do ex-Ministro da Justiça e Segurança Pública e atual senador Sergio Moro. / Paródia do apresentador Faustão. |
| Vivi Fernandez                     |   | | | Elenco de Apoio. |
| Walmir Silveira                    |   | | | Elenco de Apoio. |
| Walter Stuart                      | † | Maluco | | Elenco de Apoio. |
| Wilson Vaz                         | † | Jornaleiro / Saco do Pobre | "A tocha traz." "Ajude a encher o saco do pobre." "Me engana que eu gosto." | Jornaleiro que divulgava o jornal "A Tocha". / Mendigo que pedia auxílio. |
| Zé Américo                         |   | Taíde / Dapena / Paraíba / Super Mama / Narcisa Tamborindeguy / Laura Milha / Comprador bobo / Mano Brista | "O Mixirica traz, o Marcelo põe na praça!" Eu quero imagens!" É uma barbaridade!" / "Paraíba, tá aqui o meu cartão." / "É uma brincadeira!" Cala a boca! Homem não fala no meu programa, fala gostosa!" / "Ai que batista!" / "Ai que...!" Me ajuda aí... pô!" / "Sou eu, sou eu!" | Jornalista que sempre chega nervoso quase explodindo. Carlos Alberto sempre tenta acalmá-lo, mas não adianta nada, pois ele sempre fica falando diversos casos acontecidos e fica nervoso dizendo que aquilo era uma barbaridade. Paródia de José Luiz Datena. / Paródia da socialite Narcisa Tamborindeguy. / Paródia da sexóloga Laura Müller. / Comprador bobo que acredita nos produtos de Shop Man (Oscar Pardini). / Terceiro apresentador do "Jornal dos Mano". |
| Zezinho                            |   | Alex / Perdigoto / Nina | | Anão que faz figuração. Paródia do garçom chileno Alex no quadro do Jô Soy Jô (Alexandre Porpetone). / Amigo de Paulinho Gogó (Maurício Manfrini). |
| Zilda Cardoso                      | † | Catifunda | "Saravá!" | Mendiga que sempre porta um charuto na mão. |